# تسینسویلر
تسینسویلر (به فرانسوی: Zinswiller) یک کمون در فرانسه با جمعیت ۸۳۱ نفر است که در Canton of Niederbronn-les-Bains واقع شده‌است.